# Recyclagepercentages per land (2017)
De volgende tabel geeft de percentages recycling per land in 2017 weer. Dit waren de 10 landen met de hoogste percentages.
Dit is volgens de Eunomia rapporten dat data van bronnen als Eurostat en OECD compileert. Deze worden gepubliceerd met als doel om discrepanties in de rapportagemethodologie te voorkomen.
Nieuwsverslagen van de reguliere media wekken vaak de indruk dat sommige landen behoorlijk uitzonderlijke recyclingpercentages behalen. Volgens Zweedse krantenkoppen heeft Zweden bijvoorbeeld een percentage van 99 procent behaald - maar dat is alleen het geval wanneer men warmtekrachtkoppeling als een vorm van recycling meetelt. De verscheidenheid aan manieren waarop gemeentelijke recyclingpercentages over de hele wereld worden berekend, is enorm. Sommige EU-landen (bijv. België, Nederland, Duitsland) melden teruggewonnen metalen uit de bodemas van verbrandingsoven als gerecycleerd, terwijl andere landen (bijv. Zweden, Slovenië, Zwitserland) dit niet doen.
Duitsland en Oostenrijk rapporteren beide grote hoeveelheden inputs aan mechanische biologische behandeling als gerecycleerd of gecomposteerd, wanneer een groot deel van de output wordt verbrand of gestort.
De gegevens van Singapore omvatten een aanzienlijke hoeveelheid niet-huishoudelijk afval, zoals puin en industrieel afval, dat zeer hoge recyclingpercentages heeft. Het telt ook hout dat is verbrand als biomassa als gerecycleerd. Slovenië telt bijna al het materiaal dat voor recyclage wordt verzameld, als gerecycleerd materiaal, zonder rekening te houden met de gevolgen van de verontreiniging. Andere landen tellen materiaal als het eenmaal is onderworpen aan een eerste sortering, terwijl anderen veel moeite doen om materiaal zo dicht mogelijk bij het punt van herverwerking te volgen.
|             | 2017 |
| ----------- | ---- |
| Duitsland   | 56,1 |
| Oostenrijk  | 53,8 |
| Zuid-Korea  | 53,7 |
| Wales       | 52,2 |
| Zwitserland | 49,7 |
| Italië      | 49,7 |
| België      | 49,4 |
| Nederland   | 46,3 |
| Slovenië    | 45,8 |
| Singapore   | 34   |